# Euxoa bialba
Euxoa bialba là một loài bướm đêm trong họ Noctuidae.